# Divisione di Barisal
Barisal è una delle divisioni amministrative del Bangladesh, che ha come capoluogo la città di Barisal.

## Distretti
La divisione conta sei distretti:
- il distretto di Barguna
- il distretto di Barisal
- il distretto di Bhola
- il distretto di Jhalakati
- il distretto di Patuakhali
- il distretto di Pirojpur